# Cándido Nocedal
Cándido Nocedal y Rodríguez de la Flor, né le 11 mars 1821 à La Corogne et mort le 18 juillet 1885 à Madrid, est un homme politique, journaliste et avocat espagnol.
Militant du Parti progressiste dans sa jeunesse, il finit par se rapprocher du carlisme, après être passé par des positions modérées et néo-catholiques.
Il est le père de Ramón Nocedal, lui aussi une figure de premier plan du carlisme.